# ルベン

ルベン（ヘブライ語: רְאוּבֵן）は、ヤコブの12人の子供の長子で、ルベン族の祖。名前はヘブライ語で「その子を見よ」「見よ、息子です」といった意味である。

## 生涯
ヤコブとレアの間に生まれた第1子である。

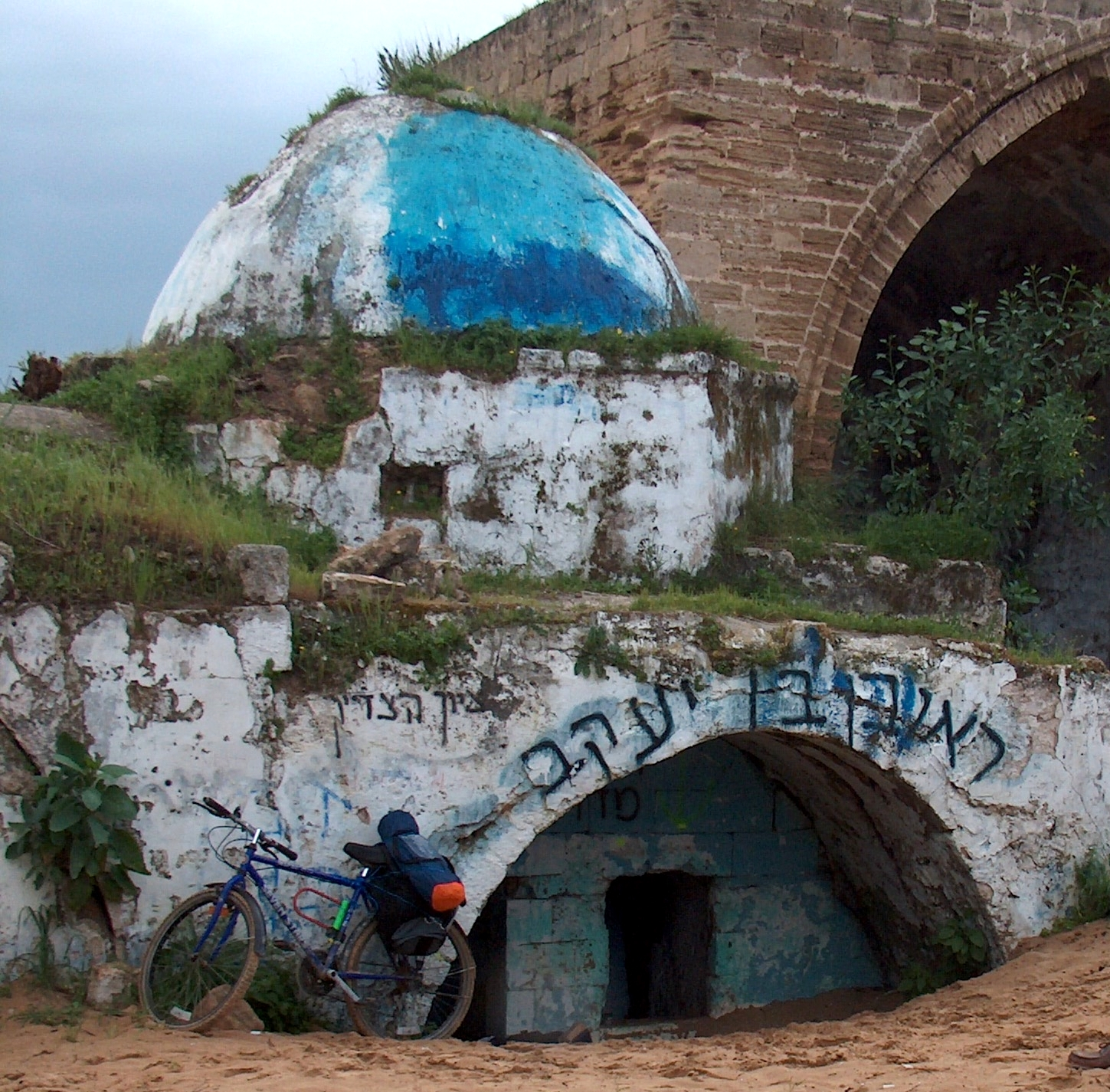
ルベンの墓

異母兄弟のヨセフが、自分の夢について語った時に、兄弟がたちがヨセフを捕まえて殺そうとしたが、ルベンは説得して思いとどまらせようとした。しかし、兄弟達はルベンがいない間に、ヨセフをイシュマエル人に売り渡してしまった。ルベンはそのことを大変悲しんだ。
父ヤコブがベニヤミンをエジプトに行かせることを拒んだときに、ルベンは自分の4人の子供のうち2人を誓約としてヤコブにゆだねた。
しかし、ヤコブのそばめのビルハと姦淫をしたことが発覚する。父ヤコブの遺言によると、ルベンは長子であるが、その奔放さの故に、長子の権利を失うと言われた。実際に、ヨセフが長子の権利を持った(創世記35:22、49:3)。